# NGC 7090
NGC 7090 је спирална галаксија у сазвежђу Индијанац која се налази на NGC листи објеката дубоког неба.
Деклинација објекта је - 54° 33' 18" а ректасцензија 21h 36m 27,7s. Привидна величина (магнитуда) објекта NGC 7090 износи 10,7 а фотографска магнитуда 11,4. Налази се на удаљености од 9,187 милиона парсека од Сунца. NGC 7090 је још познат и под ознакама ESO 188-12, AM 2133-544, IRAS 21329-5446, PGC 67045.